# タンゲレチン
タンゲレチン（Tangeretin）は柑橘類に多く含まれるO-メチル化フラボノイドの一種である。